# Mannaberg Gyula
Mannaberg Gyula, németül: Julius Mannaberg (Pest, 1860. május 9. – Bécs, 1941. augusztus 17.) orvos, Mannaberg Rózsi (1895–1986) zongoraművész unokatestvére.

## Életútja
Mannaberg Mihály (1829–1903) kereskedő és Gutman Róza (1830–1904) fiaként született. 1870 és 1878 között a Magyar Királyi Tanárképző Intézet Gyakorló Főgimnáziumában tanult. Tanulmányait a Bécsi Egyetemen folytatta, ahol 1884-ben az összes orvosi tudományok doktorává avatták. Első munkahelye a Kaposi Mór által vezetett dermatológiai osztály volt. 1891-ben A világhírű belgyógyász, Hermann Nothnagel asszisztense lett. 1890-ben Oppolzer-ösztöndíjban részesült és megbízták a malária kórokozójának kimutatására, valamint a fertőzés vizsgálatára. Kutatásairól 1893-ban beszámolót adott ki. Nothangel 1898-ban megjelent bélbetegségekkel foglalkozó művéhez a bevezetőt és a baktériumokat taglaló fejezetet írta. 1902 márciusában a Bécsi Egyetem rendkívüli professzori címet adományozott számára, majd 1909-ben a legfelsőbb egészségügyi tanács tagja lett. A Frisch és Otto Zuckerkandl Urologie című könyvben megírta a „Vese és vesemedence megbetegedései” című fejezetet. 1912-ben a Poliklinika helyettes igazgatója lett, 1918 után pedig igazgatóvá nevezték ki. 1921-ben új klinikai képet mutatott be „Stenonephrie” néven, ebben a vese ereinek belső változásaival foglalkozott. Foglalkoztatta a magas vérnyomás a belső szekréciós mirigyek hatása is. 1930-ban vonult nyugdíjba. Sírja a Döblingi temetőben található.
Orvos-bakteriológiai cikkeket írt a prágai Vierteljahrschrift für Dermatologieba (1887. Über die Mikroorganismen der normalen Urethra sat.), a Zeitschrift für klinische Medicinbe (XVIII. Zur Aetiologie des Morbus Brightii sat.), és a Centralblatt für klinische Medicinbe (1891. Beiträge zur Morphologie des Plasmodium malariae tertianae).

## Munkái

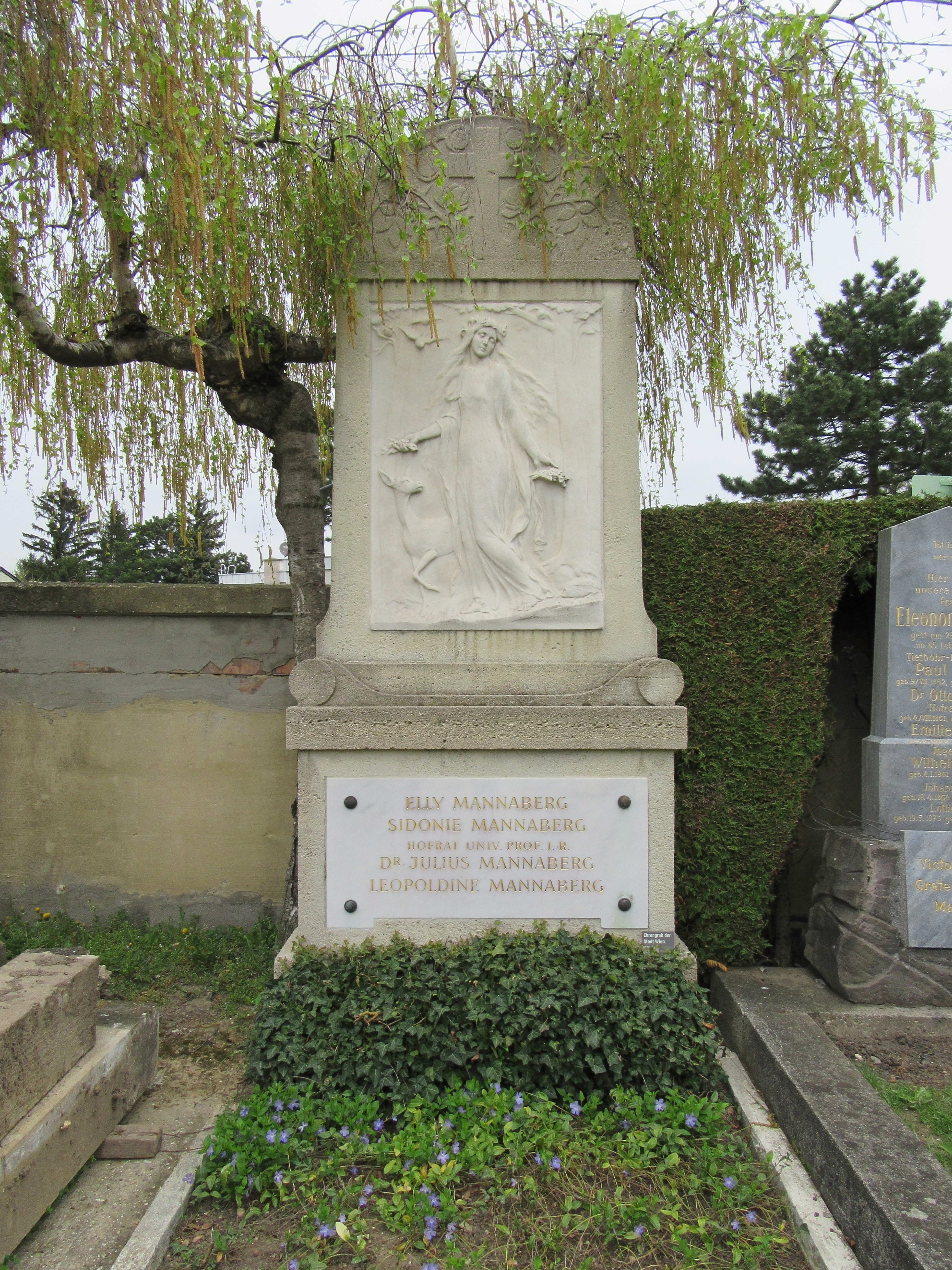
Sírja a Döblingi temetőben

- Die Malaria-Parasiten (Wien, 1893)
- Die Malaria-Krankheiten (Wien, 1899)